# Volketswil
Volketswil (toponimo tedesco) è un comune svizzero di 18 582 abitanti del Canton Zurigo, nel distretto di Uster; ha lo status di città.

## Monumenti e luoghi d'interesse

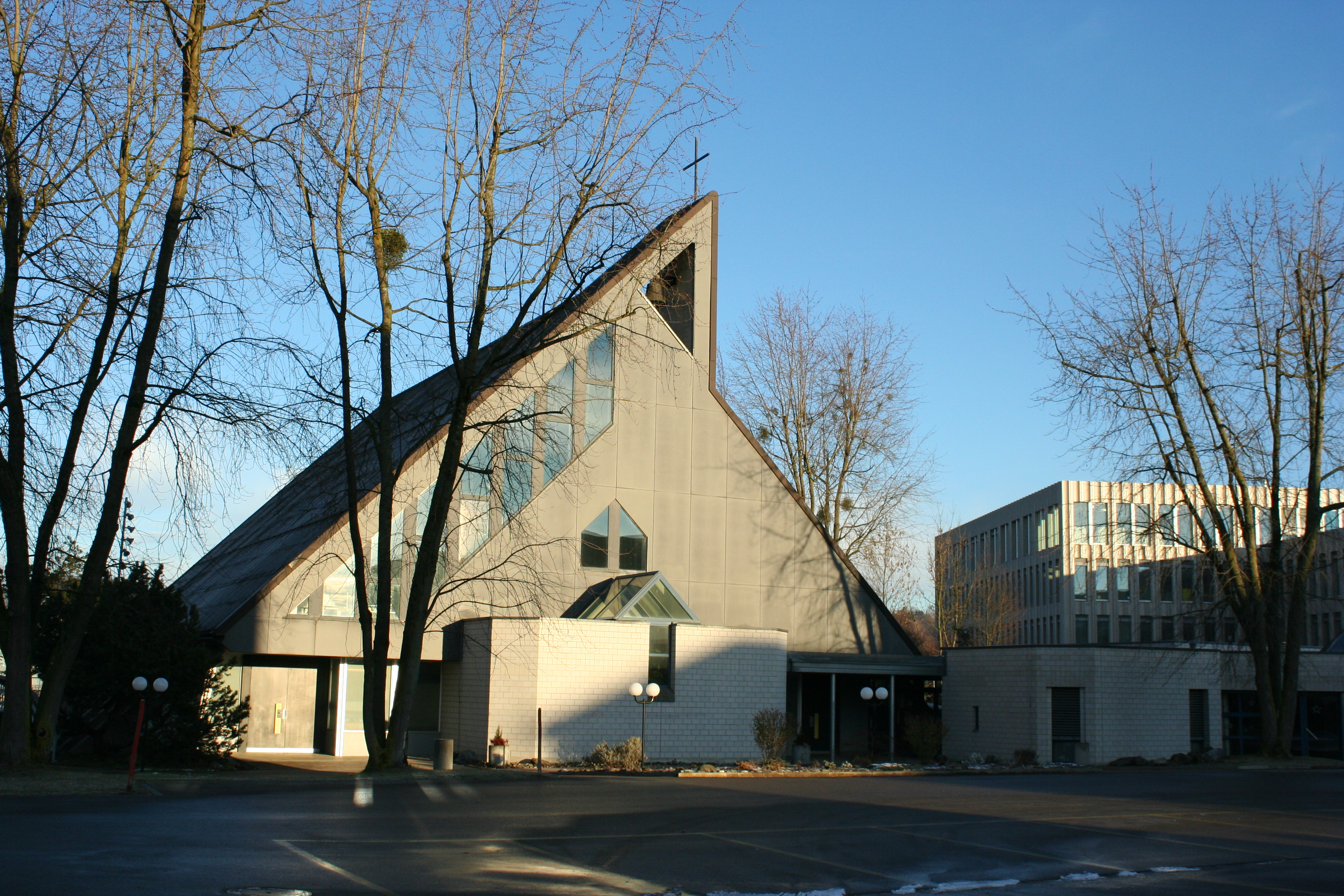
La chiesa di San Nicola di Flüe

- Chiesa riformata (già di Sant'Agata), eretta nel 1369-1370[1];
- Chiesa cattolica di San Nicola di Flüe, eretta nel 1971[1].

## Società

### Evoluzione demografica
L'evoluzione demografica è riportata nella seguente tabella:
Abitanti censiti

## Economia
La vicinanza alle città di Zurigo, Winterthur e Uster, nonché all'aeroporto di Zurigo e alle infrastrutture ben sviluppate fanno di Volketswil una località commerciale nell'alta Glattal. Le circa 800 aziende qui presenti danno lavoro a oltre 9.500 persone. Negli ultimi decenni, a Volketswil si sono insediati diversi centri commerciali e mercati specializzati.
Volketswil è la sede centrale e il centro di trasmissione e produzione del più grande canale televisivo a pagamento della Svizzera, Teleclub. Dal 2019, lo stesso edificio ospita anche il centro di controllo degli arbitri assistenti video della Lega calcio svizzera, rendendo "Volketswil" un nome familiare per i tifosi di calcio in Svizzera.
Dal 1934 al 1972, a Volketswil è stata prodotta la bevanda per la colazione conosciuta a livello nazionale "Forsanose", una polvere di malto di cacao in polvere.

## Amministrazione
Ogni famiglia originaria del luogo fa parte del cosiddetto comune patriziale e ha la responsabilità della manutenzione di ogni bene ricadente all'interno dei confini del comune.